# Piusa
El riu Piusa (en estonià: Piusa jõgi; en rus: Пиуза Piuza o Пимжа Pimzha) és un riu del sud-est d'Estònia i, durant els últims 14 km abans de desembocar al llac Pihkva, discorre per l'óblast de Pskov, a Rússia. Durant un tram de 17 km prop de Pechory, el Piusa fa de riu fronterer entre Estònia i Rússia.
El riu neix del llac Küläjärv, a l'altiplà de Haanja, i desemboca al llac Pihkva. Té una longitud de 108 km i la seva conca hidrogràfica cobreix 796 km², dels quals 508 km² es troben en territori estonià. Els afluents principals són el torrent Meeksi, el torrent Tuderna, el torrent Tuhkvitsa (també conegut com a torrent Obinitsa) i el riu Pelska. El desnivell total és de 214 metres, fet que el converteix en el riu amb més desnivell d'Estònia. Al llarg del riu Piusa hi havia ubicats 39 molins d'aigua.
Per protegir el congost del riu Piusa s'ha creat l'espai natural protegit del congost del riu Piusa, que comença a les ruïnes del castell episcopal de Vana-Vastseliina i s'estén riu avall. La superfície de l'espai protegit és de 720 hectàrees. Dins d'aquest àmbit també hi ha el sender natural del congost.
El riu Piusa fa de frontera entre les terres dels setus i dels vòrus: a la riba dreta hi ha els territoris dels setus i a l'esquerra els dels vòrus. El riu també representa la frontera entre Livònia i Setumaa, que es va formar arran de l'aturada de l'expansió teutònica durant la dècada de 1240. Aquesta frontera política també marcava la divisió entre dues confessions religioses: l'ortodoxa i la catòlica.